# برونسون كاشينج سكينر
برونسون كاشينج سكينر (بالإنجليزية: Bronson Cushing Skinner)‏ هو شخصية أعمال أمريكي، ولد في 1889، وتوفي في 1981.